# Blitum asiaticum
Blitum asiaticum är en amarantväxtart som först beskrevs av Fisch. och Carl Anton von Meyer, och fick sitt nu gällande namn av S. Fuentes, Uotila och Borsch. Blitum asiaticum ingår i släktet Blitum och familjen amarantväxter. Inga underarter finns listade i Catalogue of Life.